# Borneobandcivetkat
De borneobandcivetkat (Diplogale hosei)  is een zoogdier uit de familie van de civetkatachtigen (Viverridae). De wetenschappelijke naam van de soort werd voor het eerst geldig gepubliceerd door Thomas in 1892.

## Voorkomen
De soort komt voor in Brunei en Maleisië.